# Lamyra rossi
Lamyra rossi là một loài ruồi trong họ Asilidae. Lamyra rossi được Oldroyd miêu tả năm 1974. Loài này phân bố ở vùng nhiệt đới châu Phi.